# الاعقاص (فرع العدين)

تعديل مصدري - تعديل

الاعقاص محلة تابعة لقرية بني حميد، التابعة لعزلة الاخماس بمديرية فرع العدين إحدى مديريات محافظة إب في الجمهورية اليمنية، بلغ تعداد سكانها 301 حسب تعداد اليمن لعام 2004.